# 陳維英 (台灣)
陳維英（1811年—1869年），字實之，又字碩芝，號迂谷，乳名源充。福建臺灣府大龍峒（今臺灣臺北市大同區）人、文學家，陳悅記家族成員，籍貫泉州府同安縣，嘉慶十六年十月生於臺灣府淡水廳大龍峒。

## 生平
陳維英為大龍峒仕紳陳遜言四子，從小受業於長兄陳維藻，不過他卻不愛讀書。直到某年中秋節，陳維英與一群文人於孔廟內聚會，眾人嘲笑他不愛讀書，便不讓他吃狀元餅（意指月餅） 。受到這次侮辱後，它便發憤圖強努力苦讀，1828年由臺灣道劉重麟取進臺灣府學，並為鄭用鑑的學生。1838年，新任臺灣道姚瑩又為取進一等第二名補廩兼舉優等生，此後陳維英便聲名大噪。1845年，前往福州府閩縣擔任教諭，並捐款重修當地的節孝祠。不過因家人思念而歸。
1851年受到臺灣道道尹徐宗幹的薦舉，入選孝廉方正科，1855年移居獅子巖（今新北市五股區觀音山），在那裡蓋了一棟房子，名為「棲野巢」，亦號「嘯園」。1859年鄉試中恩科舉人，並被授（一說為捐）內閣中書。1862年戴潮春事件中，他自費組織團練幫助官府，因此被賞戴花翎。在事件平定後，他於劍潭的左岸蓋了一棟宅第，名為「太古巢」。
除此之外，陳維英對臺灣最大貢獻為教育方面。曾任教於明志書院、仰山書院，並擔任學海書院院長。而其著作則有《太古巢聯集》、《鄉黨質疑》及《偷閒錄》等。

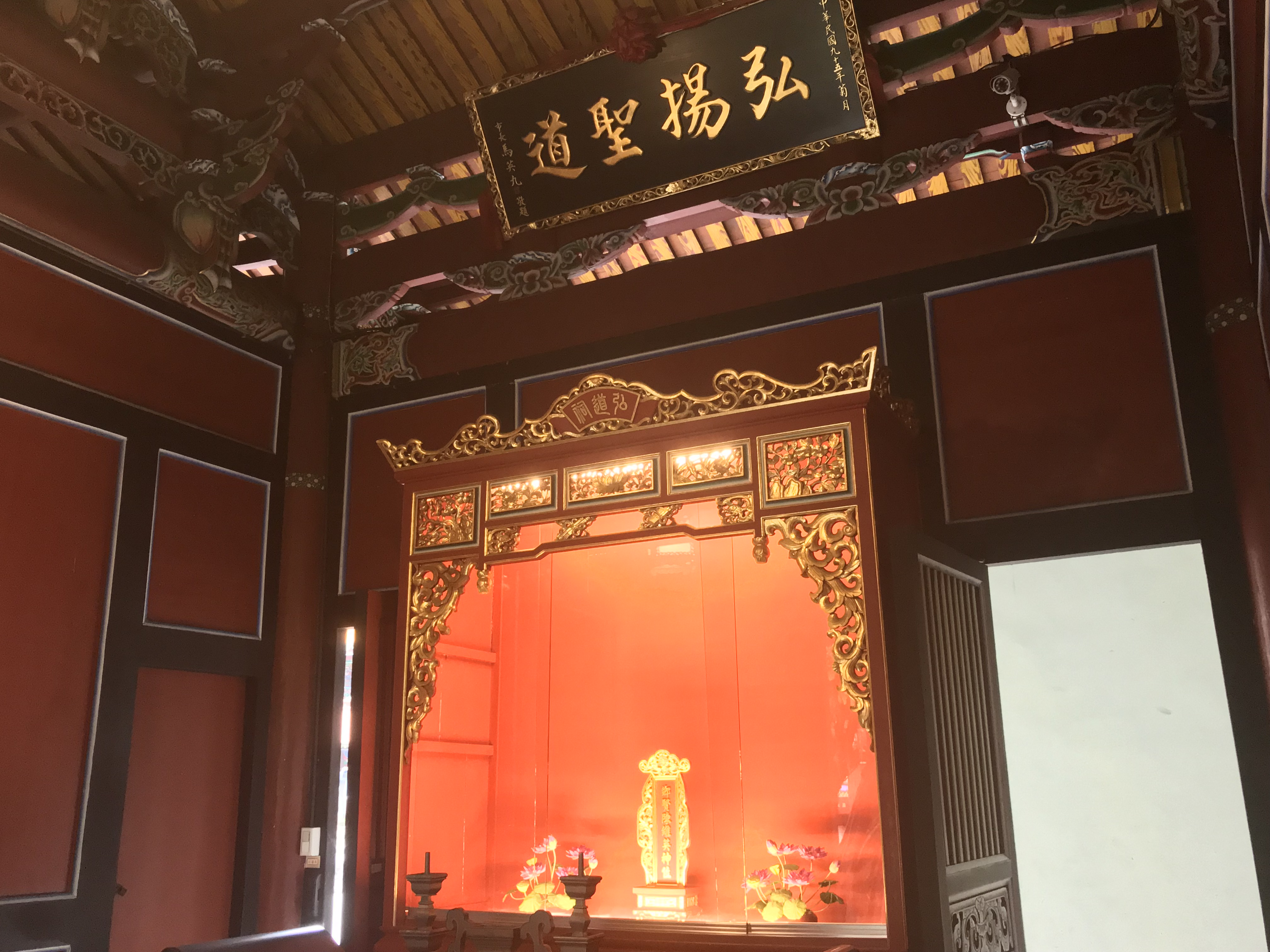
臺北孔廟弘道祠鄉賢陳維英神位

2006年9月23日，陳維英入祀弘道祠，為臺北孔子廟在1919年辦理最後一次先儒入祀至今，第一位入祀的人物。

## 各廟名聯
- 先嗇宮

1. 文昌帝君殿內「為八蜡仍自主八神武朥灣當蘋繁之日兼披黃草服；育五穀不可無五教文昌府與黍稌之星並列紫薇垣 (內外史官陳維英謹題)」

- 艋舺祖師廟

1. 左次間門聯「(同治七年季冬敬立) 封藏鬼洞來裂竹大梓羅漢松猶留佛蔭；度登仙橋去藥砧丹臼袈裟石爭訪師型 (宗裔維英敬題 生員楊克彰敬書 楊姓弟子敬獻)」
2. 左右後附點金柱柱聯「(大清同治七年戊辰佛生日) 清五濁以覺人燈傳馬祖；水八功而潤物鉢出龍師 (鄉進士孝廉方正四品花翎內外史官淡蘭主講宗裔維英敬撰并書 鄭姓弟子宗裔芳蘭長勝同再敬獻)」
3. 後捲棚步口柱柱聯「祖籍桃源而出我穎川之派；師遊蓬島遂鎮化清水之嵓 (宗裔維英再敬題 芳蘭 長勝又敬獻）」

- 五股西雲寺

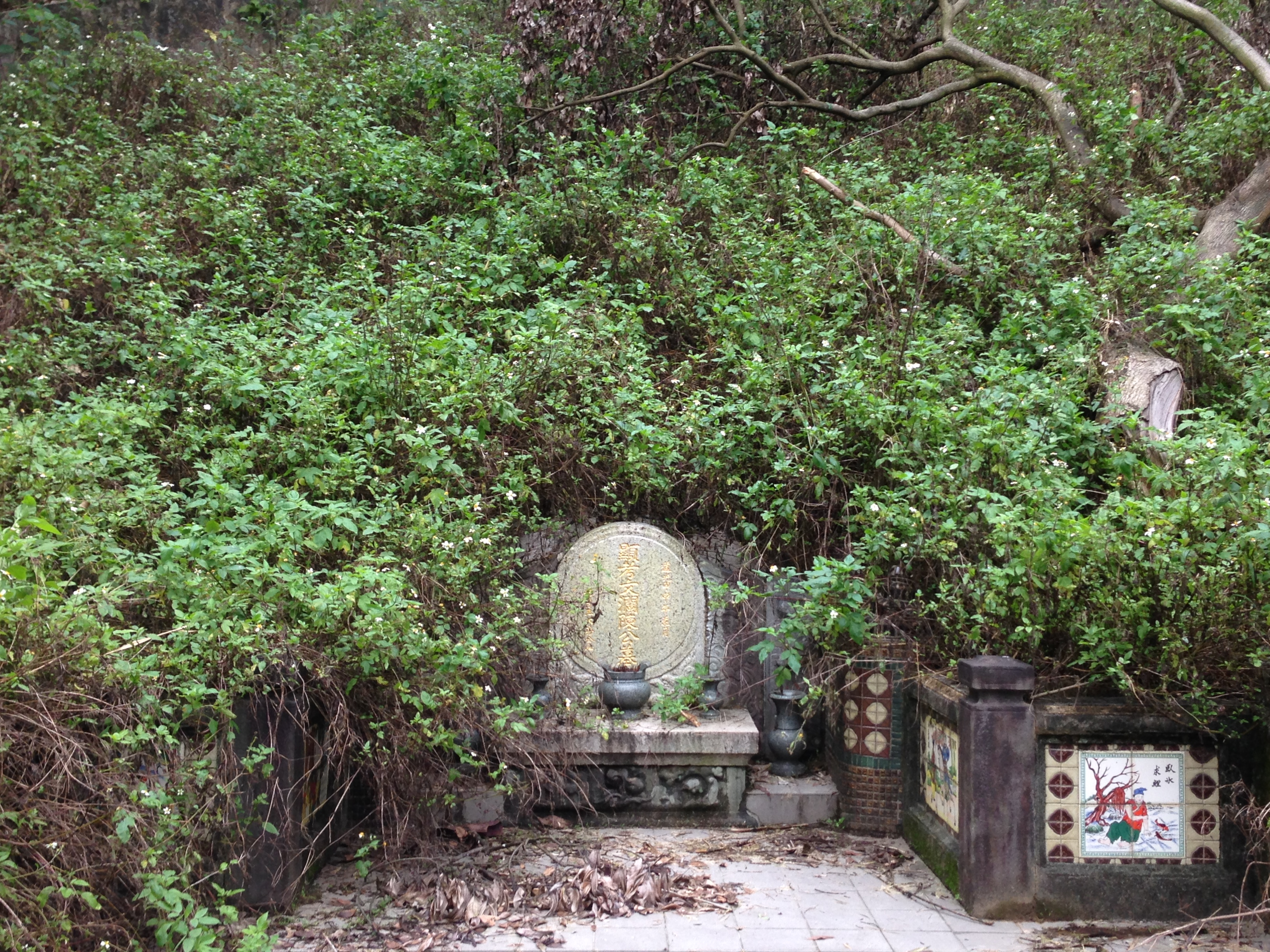
陳文瀾墳墓

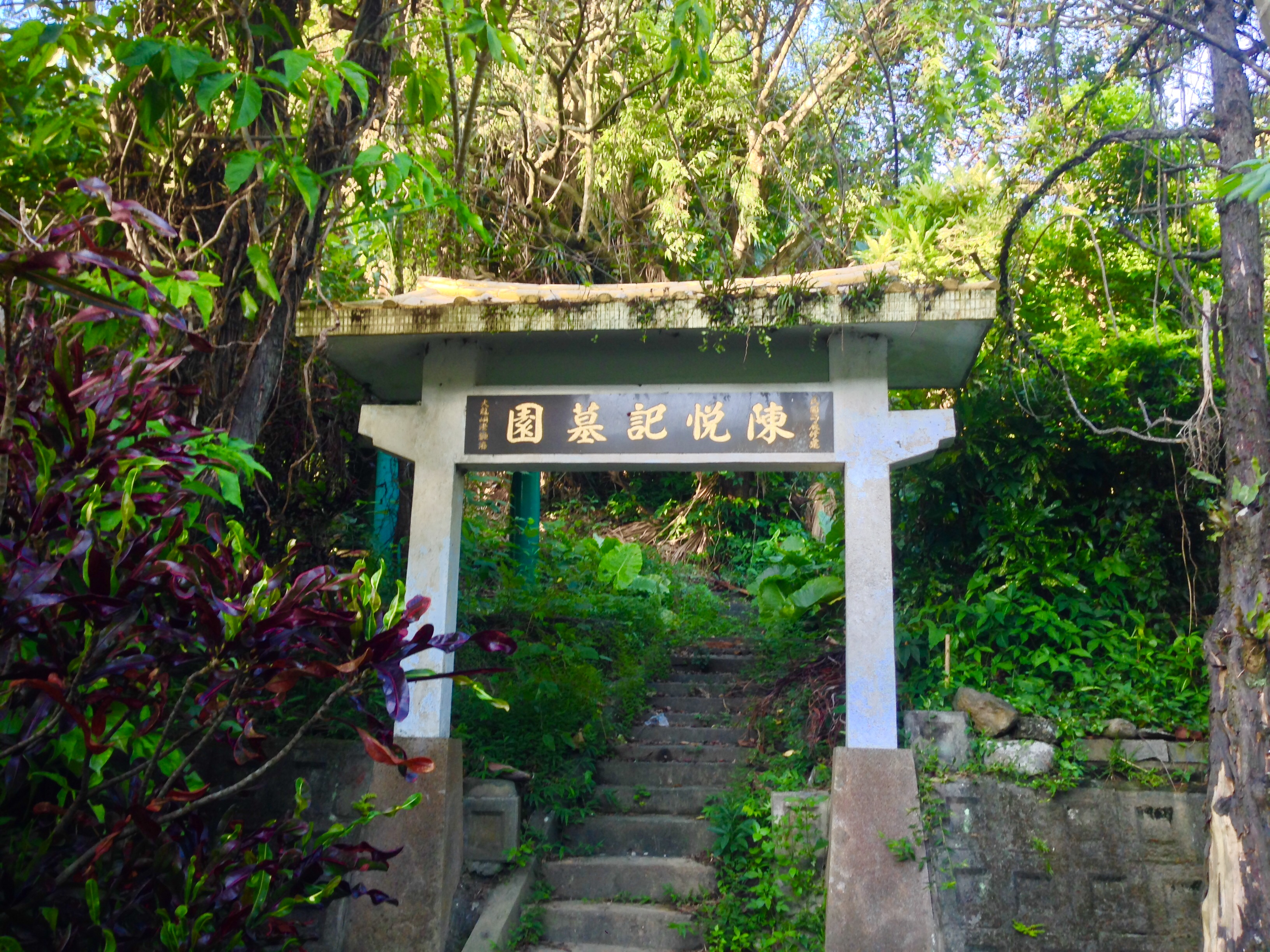
陳悅記墓園

1. 「觀音山觀音坑抱觀音寺 頑石頭頭盡向觀音點首；和尚洲和尚港對和尚門 淨波面面好為和尚洗心」

- 三峽長福巖

1. 「清風明月好參禪心真似水　祖仁本義堪濟世德可為師」
2. 「長空花雨不測禪機化身終歸天竺　福地嫏嬛漫誇仙境迴首即是蓬萊」
3. 「長江湧萬頃波濤杯渡不驚水鳥　福星照十方世界燈傳想自天龍」

## 家族
| 陳悅記家族 - 祖父：陳埰海（1745－1823），字文瀾。 - 祖母：李瓊娘（1744－1788），號淑慎。 - 父親：陳遜言（1769－1847） - 生母：楊腰娘（1778－1832），號淵豫。 - 長兄：陳維藻 - 次兄：陳維藜 - 三兄：陳維菁 - 四子：陳維英 - 姊妹：陳氏 - 姊妹：陳氏 - 小媽：劉貴娘（1805－1857），號慈徽。 - 五弟：陳維藩 - 六弟：陳維藝 - 七弟：陳維苞 - 姊妹：陳氏 - 姊妹：陳氏 - 二叔：陳遜朗（1775－1839） - 陳源古 - 陳源道 - 三叔：陳遜陶（1781－1840），字在鎔。 - 陳源池 - 陳源漢 - 陳源溪 - 陳源港 - 陳源湖 - 陳源淮 | 家庭 - 正室：周嬌娥，字鏡蟾，號孝正，1831年嫁。 - 側房：許氏，議敘職員許耀宗次女，1858－1859年嫁。 - 長子：陳雁升（1832－1857），字賓南，號蘆汀。 - 長媳：徐媛娘（1831－1858），號祝眉，嘉義縣斗六門縣丞徐星煒長女。 - 次子：陳鳶升（1837－1861），字鐵翰，號習初。 - 次媳：何招娘（1839－1860），字又旌。 - 三子：陳鷟升（1850－1874） - 三媳：何貞操（1849－1887） - 長女：陳硯波，嫁士林胡家第四代孫為胡家瑋夫胡春榜 - 次女：陳琴泉，嫁庠生王濟源。 - 三女：陳織雲 - 四女：陳詠雪 |